# Casio-Synthesizer

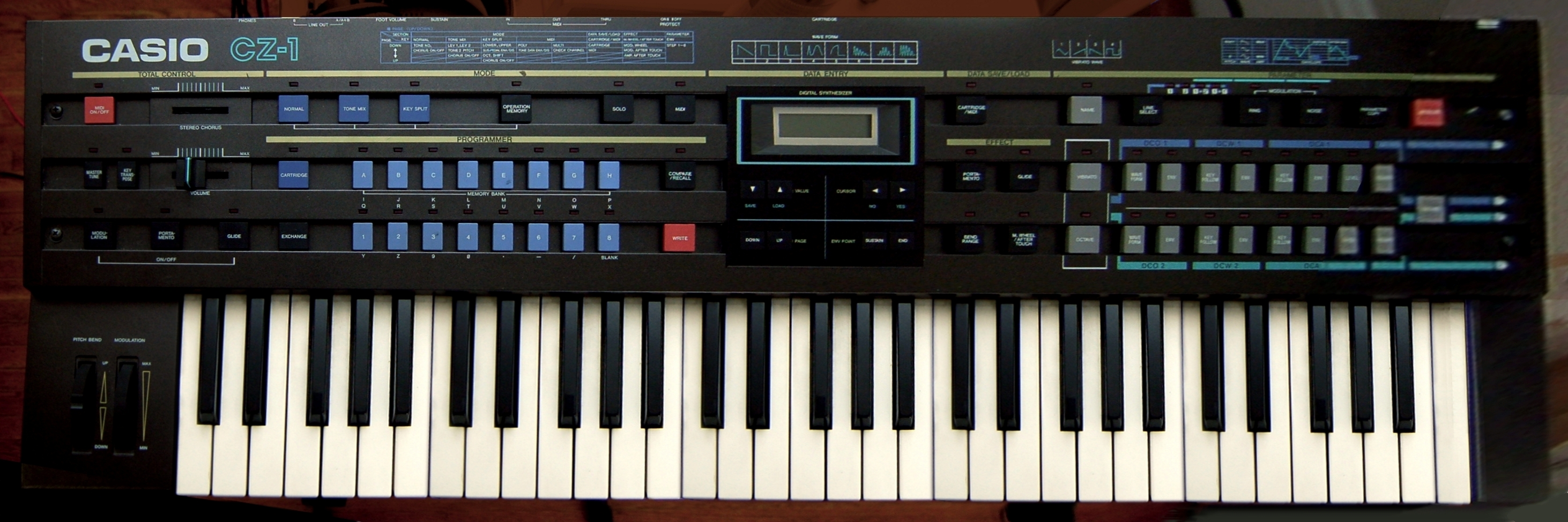
Top-Modell Casio CZ-1

Die Casio-Synthesizer sind Synthesizer des japanischen Elektronik-Herstellers Casio.

## Geschichte

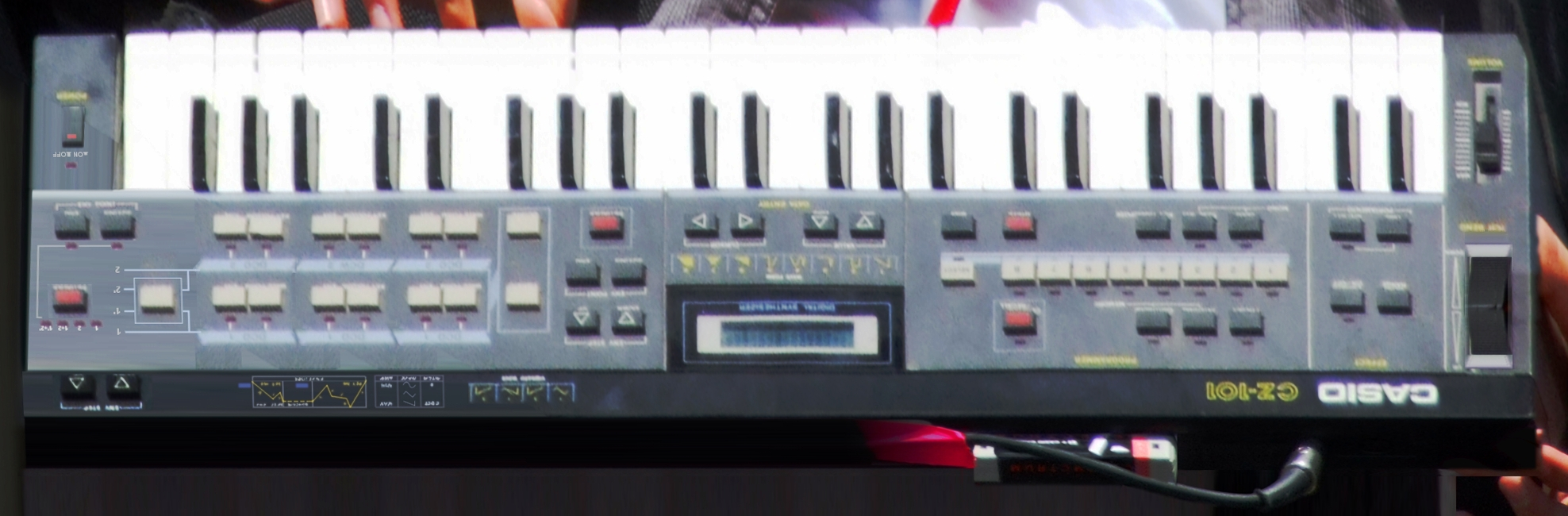
Casio CZ-101

Anfang der 1980er Jahre begann Casio mit der Produktion von Keyboards. 1981 kam der preisgünstige Casio VL-1 auf den Markt, der unter anderem durch den Hit Da Da Da bekannt wurde. 1984 brachte Casio dann den ersten digitalen Synthesizer (CZ-101) auf den Markt. Die CZ-Serie basiert auf dem Cosmo ZZ-1 Musiksystem, eine Mischung aus Sampler und PD-Synthesizer, der u. a. von Isao Tomita mitentwickelt wurde.
Der erste PD-Synthesizer CZ-101 von Casio war trotz seiner 49 Minitasten ein vollwertiger Synthesizer mit 8-stimmiger Polyphonie, 16 internen Speicherplätzen und einem Pitchbendrad. Er verfügte bereits über mehrere Grundwellenformen (Rechteck, Dreieck, Sägezahn usw.), welche mit einer Hüllkurve moduliert werden konnten. Über ein externes Steckmodul konnten noch weitere Programme gespeichert werden.
In den nächsten drei Jahren brachte Casio sieben weitere CZ-Synthesizer auf den Markt. Es erschienen der CZ-1000, der CZ-3000, CZ-5000 und das Top-Modell CZ-1. Modifikationen waren die Modelle mit eingebauten Lautsprechern CZ-230S, CZ-2000S und der CZ-2600S. Der Casio-CZ-101-Synthesizer wurde unter anderem von Moby und Vince Clarke benutzt. The Orb und Jean-Michel Jarre spielten den CZ 5000.

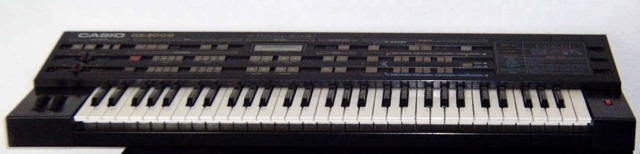
Casio-Synthesizer CZ-3000

1986 erschien parallel zu den CZ-Modellen das Umhängekeyboard AZ-1, ein MIDI-Controller ohne eigene Klangerzeugung mit 41 Tasten. Casio baute zusätzlich noch die Modellreihen VZ (iPD-Synthesizer, wobei iPD für "interactive Phase Distortion" steht, eine Weiterentwicklung von PD) und FZ (Sampler).

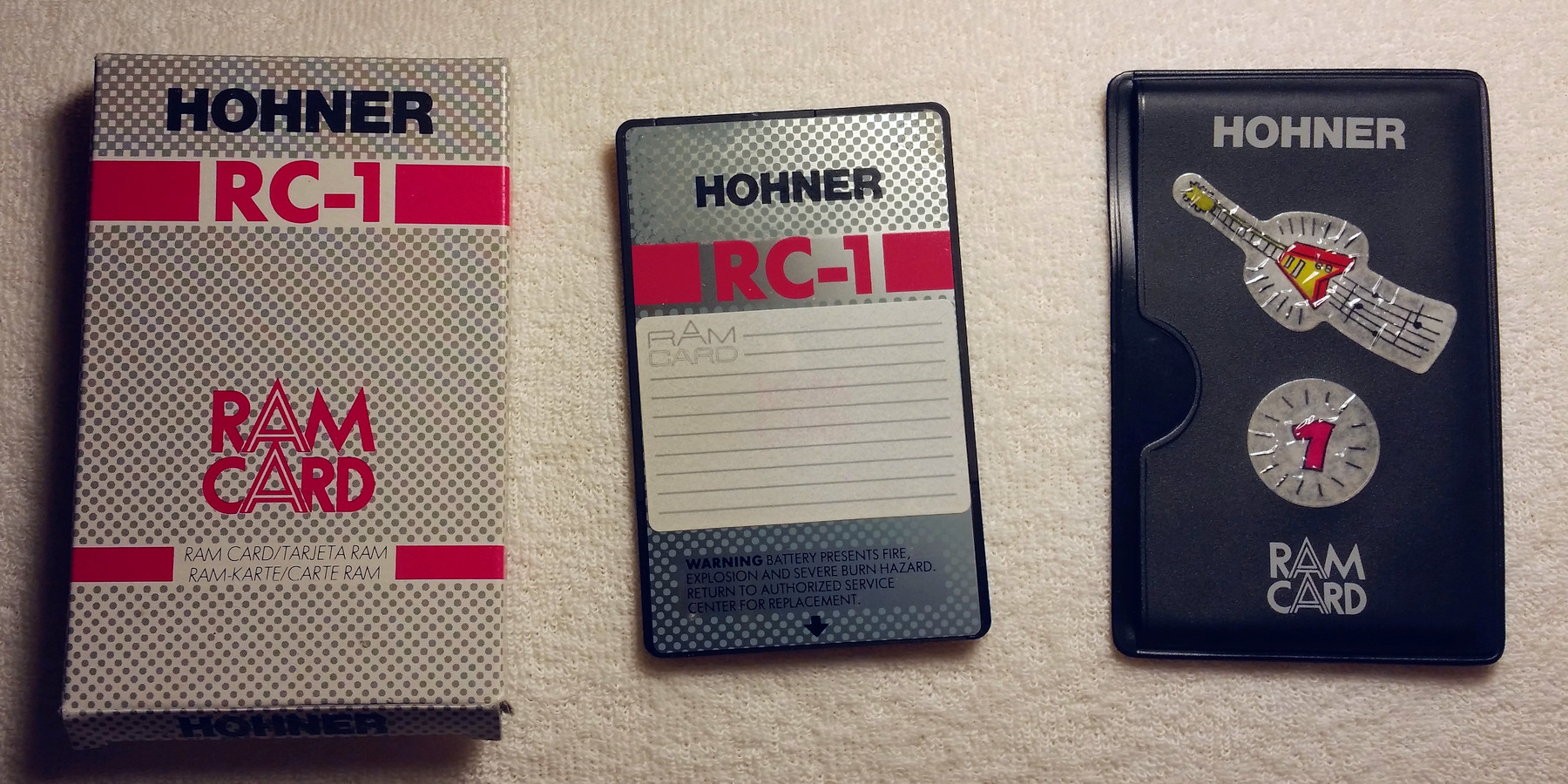
Hohner RAM-CARD für Casio-Synthesizer

Von 1987 bis 1991 produzierte Casio die Synthesizer der HT- und HZ-Serie mit der sogenannten „SD-Synthese“ (Spectrum Dynamic). Ende der 80er Jahre gab es eine Zusammenarbeit mit der Firma Hohner. Die zweite Generation der Casio-Synthesizer wurde auch unter dem Namen Hohner (z. B. der Hohner HS2) verkauft. Die Speicherkarten, die sogenannten RAM-CARDs, waren untereinander kompatibel.
Anfang der 90er Jahre zog sich Casio jedoch aus dem professionellen Synthesizermarkt zurück, um sich verstärkt der Keyboardproduktion zuzuwenden. Casio hatte bereits 1987 weltweit mehr als 10 Millionen Keyboards verkauft.
Im Jahr 2012 hat Casio die Tradition des Synthesizerbaus kurzfristig wiederbelebt. Anfang 2012 brachte Casio den Synthesizer Casio WX-P1 und den Groove Synthesizer Casio XW-G1 auf den Markt.
Danach wurden keine weiteren Synthesizer mehr aufgelegt.

## Liste der Modellreihen

### Vorläufer
Casio begann im Jahr 1980 mit dem Keyboardbau. Das erste Keyboard-Modell war der Casiotone 201. Casio entwickelte später den Very Large Scale Integration-Chip, der zur Musikerzeugung genutzt wurde. Dieser VLSI-Chip wurde in den Casio VL-1 integriert.
| Modell | Synthesizer   | Sonstiges                                             |
| ------ | ------------- | ----------------------------------------------------- |
| VL-1   | Mini-Keyboard | Bj. 1981, u. a. mit Synthesizer und Sequencerfunktion |

### Casio PD-Synthesizer

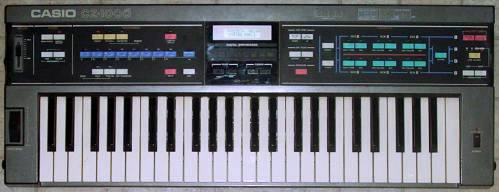
Casio-Synthesizer CZ-1000

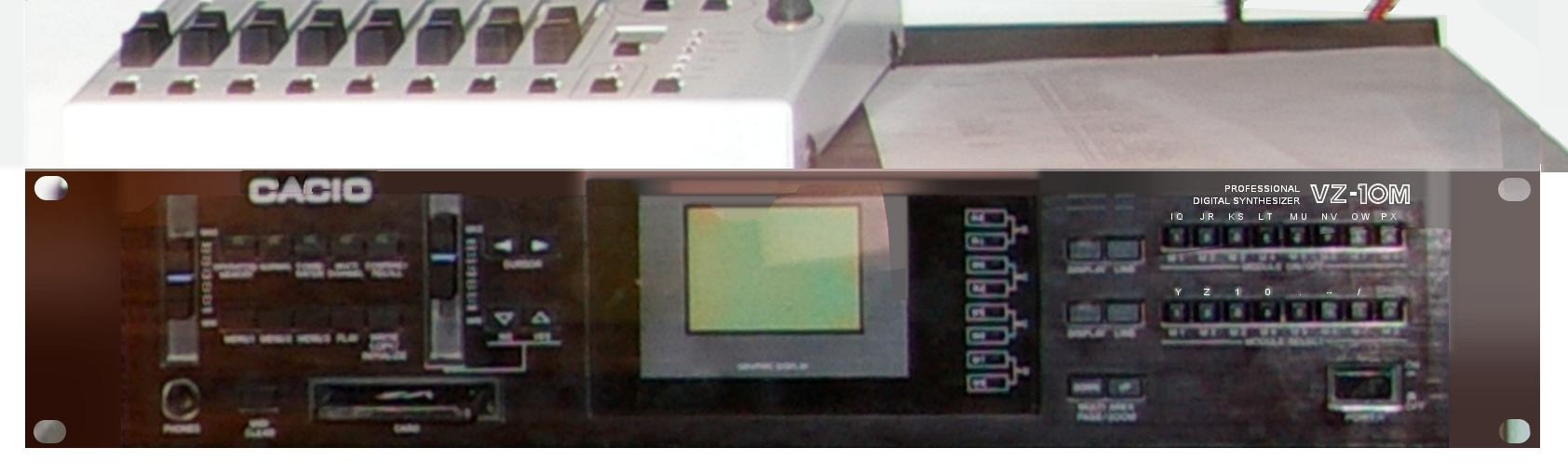
Casio VZ-10M, Rackversion des VZ-1

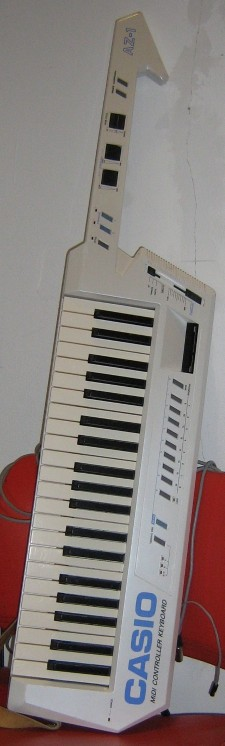
Remote-Keyboard AZ-1

Die Synthesizer der PD-Serie (Phase-Distortion-Synthese) wurden von 1984 bis 1988 entwickelt.
| Modell   | Synthesizer     | Sonstiges                                  |
| -------- | --------------- | ------------------------------------------ |
| CZ-101   | PD-Synthesizer  | Bj. 1984 / verkauft rd. 100.000            |
| CZ-1000  | PD-Synthesizer  | Nachfolger des CZ-101                      |
| CZ-3000  | PD-Synthesizer  | Weiterentwicklung des CZ-1000              |
| CZ-5000  | PD-Synthesizer  | mit Sequenzer                              |
| CZ-1     | PD-Synthesizer  | Top-Modell                                 |
| CZ-230S  | PD-Synthesizer  | mit Lautsprechern                          |
| CZ-2000S | PD-Synthesizer  | mit Lautsprechern                          |
| CZ-2600S | PD-Synthesizer  | mit Lautsprechern                          |
| VZ-1     | iPD-Synthesizer | Bj. 1988, 16 Stimmen mit je 8 Oszillatoren |
| VZ-8 M   | iPD-Synthesizer | Rackversion                                |
| VZ-10 M  | iPD-Synthesizer | Bj. 1988, Rackversion des VZ-1             |
| AZ-1     | Remote-Keyboard | Bj. 1987, MIDI-Controller                  |

### Casio SD-Synthesizer
Der Casio HZ-600 war der einzige "Profi"-Synthesizer der SD-Serie. Die nachfolgenden Modelle MT-600, HT-700, HT-3000, HT-3500 und HT-6000 wurden als (Home-)Keyboards vermarktet.

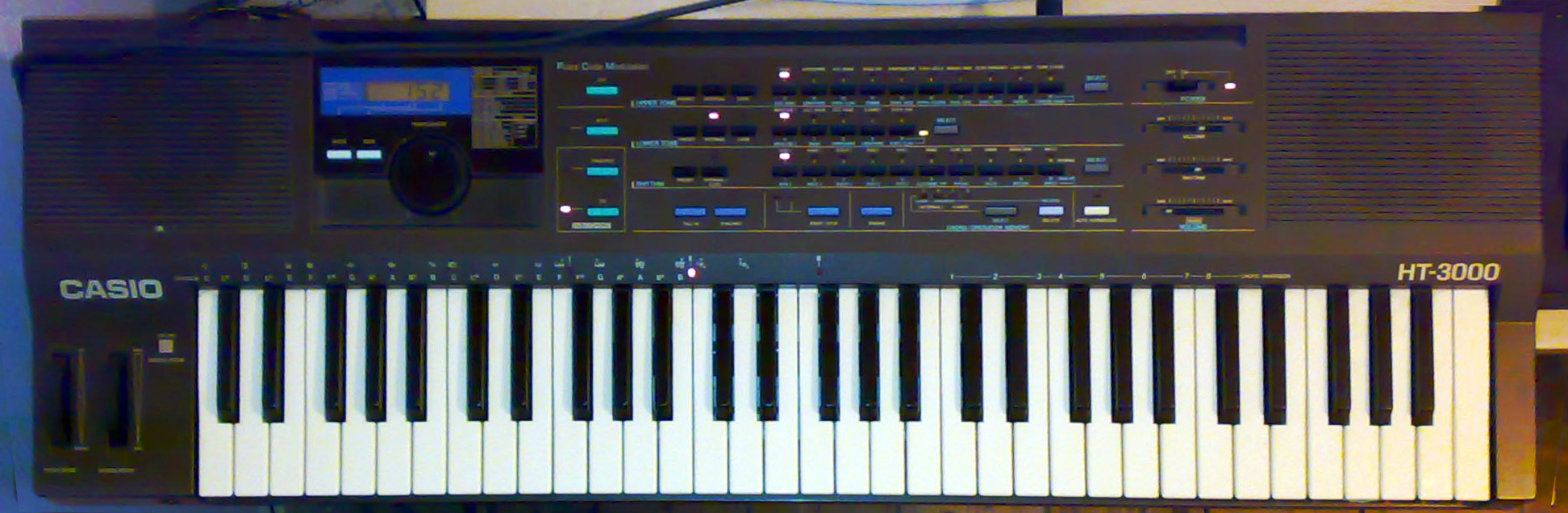
Casio HT-3000

| Modell  | Synthesizer              | Sonstiges                      |
| ------- | ------------------------ | ------------------------------ |
| HZ-600  | SD-Synthesizer           | Bj. 1987                       |
| MT-600  | Keyboard mit SD-Synthese | 49 Tasten (Mini)               |
| HT-700  | Keyboard mit SD-Synthese | verkauft auch als Hohner KS 49 |
| HT-3000 | Keyboard mit SD-Synthese | mit Lautsprechern              |
| HT-3500 | Keyboard mit SD-Synthese | ähnlich dem HT-3000            |
| HT-6000 | Keyboard mit SD-Synthese | mit Lautsprechern              |

### Casio FZ-Sampler

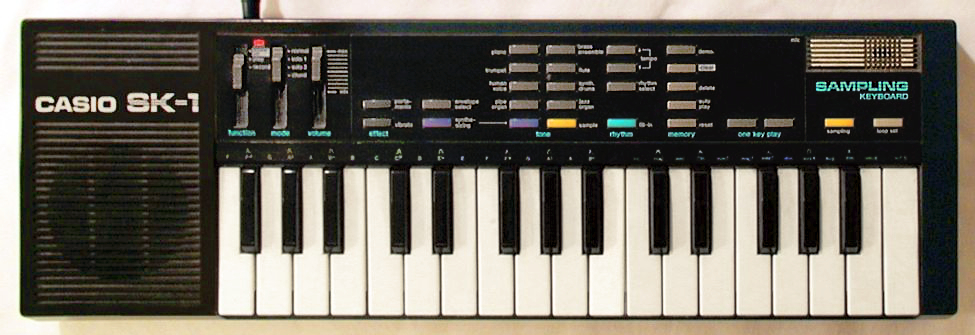
Casio SK-1

Casio präsentierte 1986 zunächst den Sampler Casio ZZ-1. Im selben Jahr brachte Casio den Sampletone SK-1 mit Samplingfunktion auf den Markt. Der Casio SK-1 wurde zum Verkaufsschlager. Das Mini-Keyboard mit Samplerfunktion wurde über eine Million Mal verkauft.
Die Casio Samplerserie FZ gab es in Lizenz auch von der Firma Hohner.

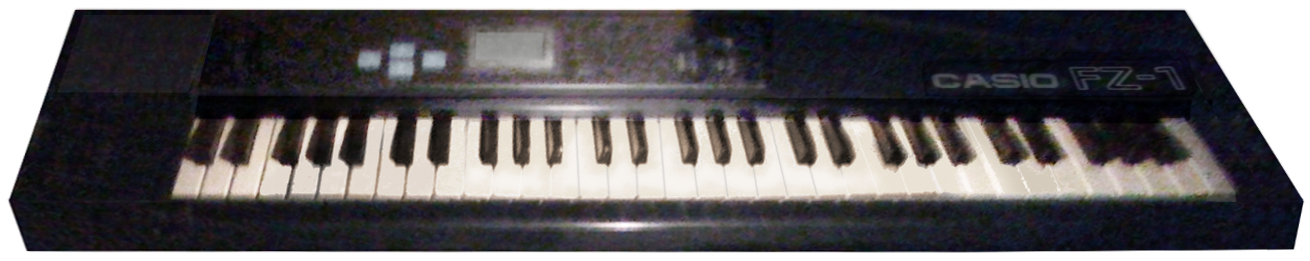
Casio FZ-1

| Modell | Sampler             | Sonstiges                           |
| ------ | ------------------- | ----------------------------------- |
| ZZ-1   | Sampler             | Bj. 1986, Rackversion (auch SK-1)   |
| FZ1    | Synthesizer/Sampler | Bj. 1987, baugleich Hohner HS-1     |
| FZ10M  | Sampler             | Rackversion baugleich Hohner HS-1/E |
| FZ20M  | Sampler             | Rackversion                         |

### Casio XW-Synthesizer (aktuelle Modelle)
Nach dem Ausstieg aus der Synthesizerentwicklung im Jahr 1988 brachte Casio 2012 zwei neue Synthesizer-Modelle auf den Markt.
| Modell | Synthesizer    | Sonstiges                    |
| ------ | -------------- | ---------------------------- |
| XW-P1  | XW-Synthesizer | Bj. 2012                     |
| XW-G1  | XW-Synthesizer | Bj. 2012, Groove Synthesizer |